# III (álbum de BadBadNotGood)
III é o terceiro álbum da banda Canadense de jazz e hip hop instrumental BADBADNOTGOOD. Foi lançado em 6 de Maio de 2014. É o primeiro álbum do grupo composto totalmente de composições originais.[carece de fontes?]

## Recepção crítica
| Críticas profissionais | Críticas profissionais |
| Pontuações agregadas   | Pontuações agregadas   |
| Fonte                  | Avaliação              |
| ---------------------- | ---------------------- |
| Metacritic             | 72/100                 |
| Avaliações da crítica  |                        |
| Fonte                  | Avaliação              |
| CMJ                    | favourable             |
| Exclaim!               | 8/10                   |
| NME                    | 7/10                   |
| Now                    | [ 6 ]                  |
| PopMatters             | 7/10                   |
| The 405                | 7/10                   |

Em seu lançamento, III recebeu críticas positivas. No Metacritic, o álbum recebeu 72 de um total de 100, baseado em 8 críticas, o que indica "críticas geralmente favoráveis". O álbum foi nomeado ao Polaris Music Prize de 2014.

## Lista de faixas
- Todas as canções foram produzidas por BADBADNOTGOOD e Frank Dukes

| N.º            | Título                                  | Duração |  |
| 1.             | "Triangle"                              | 3:47    |  |
| 2.             | "Can't Leave the Night"                 | 4:39    |  |
| 3.             | "Confessions" (featuring Leland Whitty) | 5:01    |  |
| 4.             | "Kaleidoscope"                          | 7:06    |  |
| 5.             | "Eyes Closed"                           | 5:58    |  |
| 6.             | "Hedron"                                | 5:41    |  |
| 7.             | "Differently, Still"                    | 4:43    |  |
| 8.             | "Since You Asked Kindly"                | 4:41    |  |
| 9.             | "CS60"                                  | 6:52    |  |
| Duração total: | Duração total:                          | 48:28   |  |

| Rappcats Exclusive Version |                |         |  |
| N.º                        | Título         | Duração |  |
| 10.                        | "Sustain"      | 3:12    |  |
| Duração total:             | Duração total: | 51:40   |  |

## Integrantes
Banda
- Matthew Tavares - teclado, compositor, guitarra elétrica, piano, produtor, sintetizador
- Chester Hansen - baixo elétrico, contrabaixo, compositor, guitarra elétrica, teclado, produtor, sampling, sintetizador
- Alexander Sowinski - bateria, sampler, bloco sonoro, compositor, fotografia, percussão, sampling, sintetizador
- Leland Whitty - saxofone, violino, viola[11]
- Tommy Paxton-Beesley - cello, violino, guitarra elétrica

Gravação
- João Carvalho - masterização
- Frank Dukes - assistente de engenheiro, produtor
- Stephen Koszler - engenheiro, mixagem
- Matt Macneil - assistente de engenheiro